# Platymops setiger
Platymops setiger är en fladdermusart som beskrevs av Peters 1878. Platymops setiger är ensam i släktet Platymops som ingår i familjen veckläppade fladdermöss. Arten ingick tidigare i släktet Mormopterus.
Inga underarter finns listade i Catalogue of Life. Wilson & Reeder (2005) skiljer mellan två underarter.
Denna fladdermus förekommer i västra delen av Kenya samt i angränsande områden av Etiopien, Sydsudan och Tanzania. Arten vistas i låglandet och i bergstrakter upp till 2000 meter över havet. Habitatet utgörs av torra savanner. Platymops setiger hittas ofta i steniga regioner nära vattenansamlingar.
Individerna når en kroppslängd (huvud och bål) av 50 till 60 mm och en svanslängd av 22 till 36 mm. Underarmarna är 29 till 36 mm långa. Platymops setiger väger 7 till 18 g. Arten har ett avplattat huvud för att krypa i smala bergssprickor. Hanar och honor har en liten säckliknande körtel vid strupen som är täckt av en hårtofs. Öronen är inte sammanlänkade genom en hudremsa och läpparna är skrynkligare än hos närbesläktade arter. Dessutom finns styva hår på läpparna. Pälsen på ryggen är brun och flygmembranen mörkbrun till svartaktig.
Denna fladdermus lämnar gömstället vid slutet av skymningen och jagar främst mindre skalbaggar. Individer vilar ensam eller i små grupper med upp till fem medlemmar. Troligen föds bara en unge per kull.
För beståndet är inga hot kända och hela populationen bedöms som stor. IUCN listar arten som livskraftig (LC).